# Фердросс Альфред
Фердросс Альфред (нім. Verdroß-Droßberg Alfred, англ. Verdross Alfred; 22 лютого 1890, Інсбрук, провінція Тіроль, Австрія — 27 квітня 1980, там само) — австрійський правознавець і дипломат, судовий діяч; фахівець з теорії права, філософії права, міжнародного (публічного) права.

## Біографія
Народився в сім'ї військового (генерала інфантерії). Навчався в гімназіях Роверето та Брессаноне (Італія). А з 1908 до 1913 вивчав право у Віденському університеті.
Під час Першої світової війни Фердросс спочатку служив у Верховному військовому суді у Відні, де брав участь у розгляді кримінальних справ. Згодом він став співробітником юридичного департаменту Міністерства закордонних справ Австрії.
Після розпаду Австро-Угорщини та утворення Австрії Фердросс отримав призначення в Берлін, де працював в 1918—1920 рр., потім був юридичним консультантом юридичного департаменту МЗС Австрії (до вересня 1924 р.).
1957 Фердросс був обраний до Міжнародного (арбітражного) суду в Гаазі та до Комісії з міжнародного права ООН (членом останньої він був до 1966).
Роком пізніше (1958) Фердросса обирають суддею Європейського суду з прав людини в Страсбурзі. На цій посаді він залишався до 1976 р.
1961 Фердросс головував на Міжнародній конференції ООН з питань дипломатичних зносин та імунітетів, яка 18 квітня 1961 р. ухвалила Віденську конвенцію про дипломатичні зносини.
Фердросса нерідко відносять до так званої Віденської школи права, яка сформувалась навколо правознавця Ганса Кельзена, прихильника нормативізму в розумінні природи права і творця так зв. «чистої теорії права».

## Основні твори
- on-line список праць Фердросса [Архівовано 10 вересня 2016 у Wayback Machine.] (нім.)
- Verdross-Drossberg Alfred. Die völkerrechtswidrige Kriegshandlung und der Strafanspruch der Staaten. — Berlin: H.R. Engelmann, 1920. — 116 s.
- Verdroß-Droßberg A. Grundlinien der antiken Rechts und Staatsphilosophie. — Wien, 1946.
- Фердросс А. Международное право // Ред., авт. предисл. Г. И. Тункин, пер. с нем. Ф. А. Кублицкого, Р. Л. Нарышкиной. — М.: Иностранная литература, 1959. — 652 с. [Архівовано 14 червня 2011 у Wayback Machine.]